# Toon van Son
Antonius Wilhelmus Ignatius (Toon) van Son (Tilburg, 1 februari 1891) was een Nederlands voetballer. De aanvaller speelde tussen 1912 en 1923 voor Willem II.

## Voetballoopbaan
Van Son was basisspeler toen Willem II voor het eerst in de historie landskampioen voetbal werd in 1915/16. Hij speelde van 1912 tot en met 1920 samen met zijn broer Jos van Son in de voorhoede van de Tilburgers. Willem II haalde Jos en Toon weg bij het Bredase NOAD, niet te verwarren met de Tilburgse naamgenoot.

## Trivia
- De broer van Toon, Jos, speelde in 1923 zijn enige interland voor het Nederlands elftal. In een vriendschappelijke wedstrijd tegen Zwitserland (4-1) maakte hij de 90 minuten vol zonder te scoren.